# الرب الأعلى
الرب الأعلى، ثيوس هيبسيتوس( باليونانية Θεος ὕψιστος ، بالألمانية Theos Hypsistos) اسم على وزن (أفعل)، من الفعل علا، يعلو، علوًا. معناه: أنه له العلو ولا أحد يعلوه، هو الأعلى من كل أحد ومن كل شيء.وهو اسم لإله يمكن أن يتطابق مع زيوس الأعلى، لكن يمكن أن يطلق على اسم الإله اليهودي أو المسيحي. وعادةً ما يكون من الصعب إثبات أي هذه الآلهة المقصود باسم الرب الأعلى.
درس شتيفن ميتشل Stephen Mitchell عبادة الرب الأعلى، وجمع في كتالوج نحو 300 نقش، معظمها نصوص تقدُمات مقدمة إلى الرب الأعلى، أو زيوس الأعلى، أو الأعلى. وقد جمعت هذه النقوش من آسيا الصغرى وبالأخص من منطقة البنطس وليقيا وفريجيا، وتأرخ بين القرنين الثاني والرابع الميلاديين
لا تظهر لُقى النقوش وجود عبادات موحدة لإله محدد، إنما عُبدت تحت اسم الرب الأعلى أو الأعلى آلهة مختلفة، فمن اليهودية عُبد يهوه تحت هذا الاسم ومن الوثنية زيوس بشكل أساسي (ومن هنا جاء الاسم زيوس الأعلى). وكذلك اسنخدم المسيحيون هذه التسمية لإلههم وإن بشكل نادر. إلى جانب ذلك وجدت مجموعات وفقت بين عناصر وثنية ويهودية
كان لدى الأعلاويون بيوت وأماكن صلاة كما أثبت شتيفن ميتشل من خلال الشواهد الأثرية وما كتب عنهم إبيفانيوس السلاميسي. هؤلاء الأتباع سكنوا في مناطق قريبة من جماعات يهودية وشاركوا اليهود في صلاوتهم في الكُنس، وجمع الجماعتان اليهودية والوثنية أقرارهم السبت، واقرارهم ببعض محرمات الطعام واستخدامهم القناديل في العبادة. وبذلك نشأت جماعة خاصة، يهودية وثنية تعبد الرب الأعلى، وهم وثنيون تعاطفوا مع الديانة اليهودية، وسموا عِباد الله Theosebeis إذ ألفوا بين عناصر من الديانتين وشكلوا جماعة بذاتها.